# Allerheiligenvloed (2006)
Van 31 oktober op 1 november 2006 woedde in Duitsland de zwaarste storm sinds 1990. Deze storm is de geschiedenis ingegaan als de Allerheiligenvloed van 2006.

## Nederland
Bij Delfzijl is een waterstand van 4,83 m boven NAP gemeten, de hoogst bekende waterstand te Delfzijl tot dat moment. Het record van daarvoor, 4,63 m boven NAP, dateerde van 1825, toen tijdens de stormvloed van 1825 ruim 800 doden vielen.
Op de pier in Holwerd waar de veerboot naar Ameland vertrekt, dreven door de stormvloed auto's de Waddenzee in.
In Marrum verdronken op de kwelder twintig paarden. Ruim honderd andere paarden raakten door het door de storm veroorzaakte hoge water ingesloten, wat leidde tot landelijke media-aandacht en een reddingsactie.
In de Eemshaven liep een bouwput van een haven in aanbouw onder water. 
Dankzij de sinds het Deltaplan verhoogde dijken waren er ondanks de hoge waterstanden geen overstromingen binnendijks in Nederland.

## Noord-Duitsland
In Noord-Duitsland was er vooral schade in Oost-Friesland. Hier behoorde deze storm tot de zwaarste aan de kust sinds 1906. Bij het Waddeneiland Borkum werd de hoogste waterstand sinds de stormvloed van 1962 gemeten. Ook in de haven van Emden was er schade en ook in de haven van Hamburg, vooral aan diverse schepen. Er waren bij deze stormvloed geen slachtoffers en ook werd er geen binnendijks land overstroomd. 

## Referentie
1. ↑  Presseinformation des Nds. Landesbetriebs für Wasserwirtschaft, Küsten- und Naturschutz[dode link]

838 · 1014 · 1042 · 1134 · 1163 · 1164 · 1170 · 1196 · 1212 · 1214 · 1219 · 1220 · 1221 · 1248/1249 · 1277 · 1280 · 1282 · 1287 · 1288 (I) · 1288 (II) · 1322 · 1334 · 1362 · 1374 · 1375 · 1377 · 1404 · 1421 · 1424 · 1468 · 1477 · 1509 · 1514 · 1530 · 1532 · 1552 · 1566 · 1570 · 1610 · 1643 · 1651 · 1675 · 1682 · 1686 · 1703 · 1717 · 1726 · 1741 · 1775 · 1776 · 1784 · 1799 · 1808 · 1809 · 1820 · 1825 · 1855 · 1861 (I) · 1861 (II) · 1877 · 1906 · 1916 · 1926 · 1953 · 1962 · 1993 · 1995 · 2006 · 2021